# 장독대

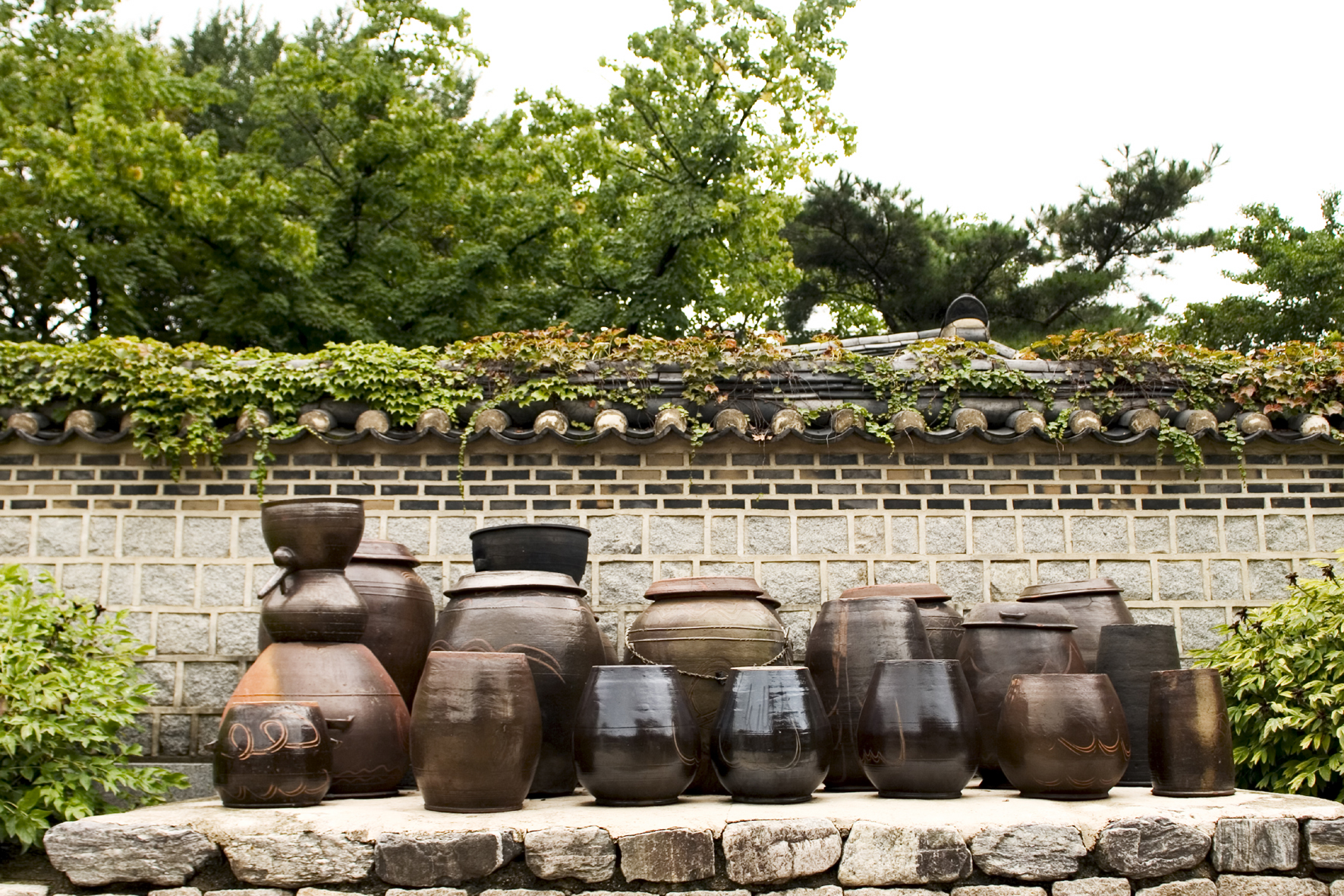

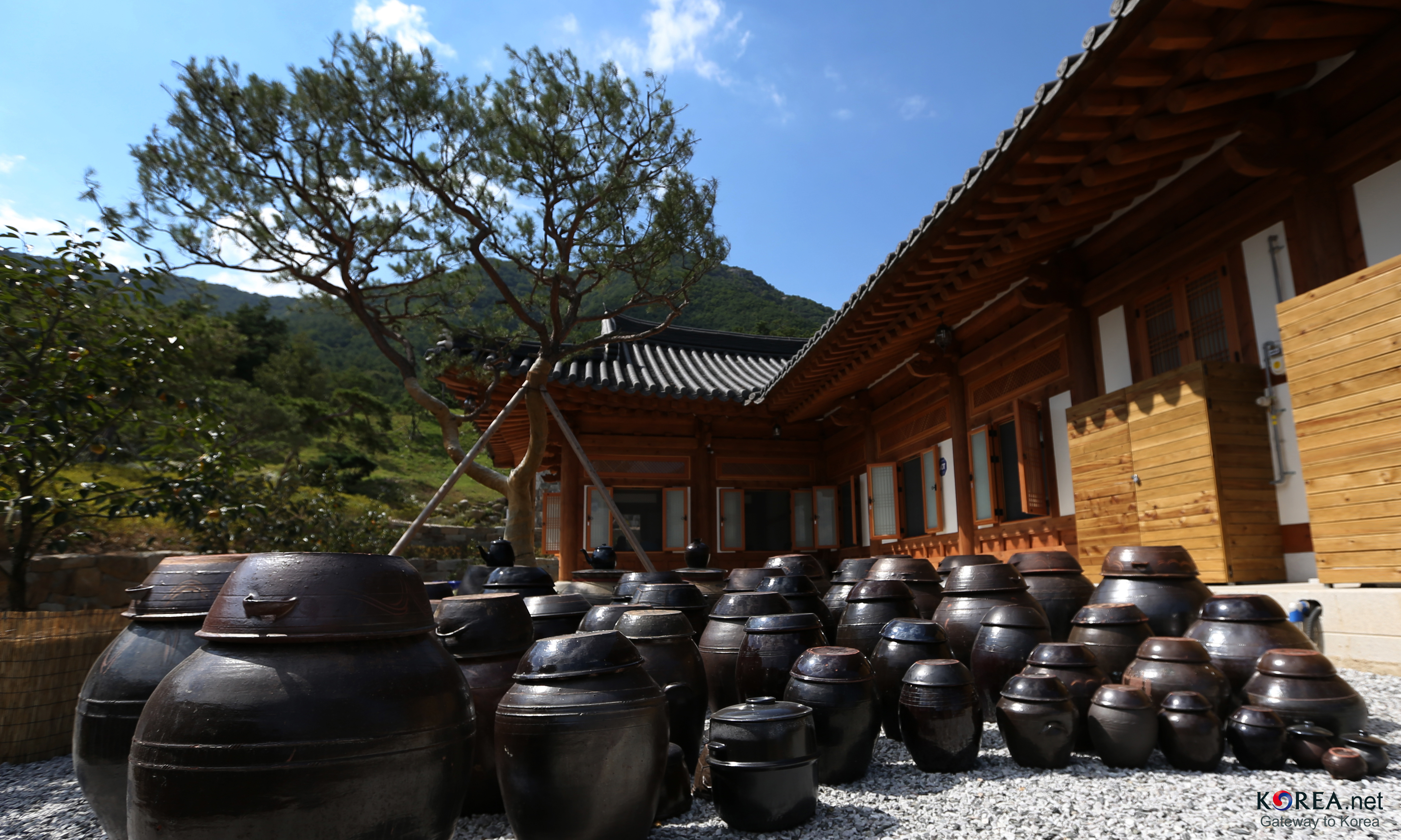

장독대는 간장, 된장, 고추장 등을 담아 두거나 담그는 독을 두는 축대을 말한다. 약간 높직한 곳의 볕이 잘 드는 동쪽에 설치하며, 물이 잘 빠지도록 돌을 2∼3층가량 쌓은 다음 판석을 깔아 만든다. 가장 큰 독에는 간장, 중들이에는 된장이나 막장을 담아두며, 항아리에는 고추장이나 장아찌류를 담는다.

## 같이 보기
- 한국 요리